# Баркли, Эдвин Джеймс
Эдвин Джеймс Баркли (англ. Edwin James Barclay; 5 января 1882, Бруэрвилл, Либерия — 6 ноября 1955) — либерийский государственный и политический деятель, президент Либерии (1930—1944).

## Биография
Дед Баркли переехал в Либерию со своими детьми в 1865 году из Барбадоса.
Являлся членом правящей в стране с 1878 года Партии истинных вигов.
В 1920—1930 годах — государственный секретарь и министр иностранных дел Либерии.
В 1930 году, после того как из-за скандала ушли в отставку президент и вице-президент страны, становится главой государства. Одним из первых его официальных решений стала отмена Закона Port of Entry Law 1864 г., который ограничивал хозяйственную деятельность иностранцев в Либерии. Впоследствии, в начале 1930-х гг., были подписаны концессионные соглашения между правительством Либерии и голландскими, датскими, немецкими и польскими инвесторами. Администрации Баркли удалось предотвратить ряд значимых угроз суверенитету страны: решения Лиги Наций во главе с Германией, Соединённым Королевством и Соединёнными Штатами, чтобы реколонизировать страну, если там не будут проведены реформы, агрессивные действия Франции и попытка государственного переворота, инспирированная Firestone Tire and Rubber Company, которая владела обширными землями в Либерии.
В 1926 году правительство Либерии предоставило стратегическую резиновую концессию компании Firestone Tire и Rubber и обязалось взять $ 5 млн от дочерней Firestone. Во время экономической депрессии 1930-х гг. цены на резину резко упали, а Либерия не смогла выплачивать долги по кредитам. Глава Firestone Tire и Rubber пытался пролоббировать в администрации США военную интервенцию в Либерию, однако президент Рузвельт отказался от этих планов. Лига Наций сформировала специальную комиссию по урегулированию ситуации, при этом ряд государств призывали к введению внешнего мандата по управлению страной, что в свою очередь вызвало негативную реакцию руководства Либерии. В результате изменения экономической конъюнктуры страна начала постепенное решение долговой проблемы и в 1934 году США восстановили с ней дипломатические отношения. Определённые выгоды правительство Либерии получило во время Второй мировой войны. После захвата японцами Малайзии и Сингапура Либерия стала стратегически важным поставщиком каучука, поскольку оставшиеся в руках союзников плантации были помимо Либерии только на Цейлоне.
Ушёл в отставку в 1944 году, в 1955 году выставил свою кандидатуру против действующего президента Табмена, но получил только около 1100 голосов. Через несколько месяцев он скончался.
Приёмный сын Баркли и его жены Евфимии, Джордж Артур Падмор (1915—2005), был либерийским послом в США.